# Armin Karrer
Armin Karrer (* 2. Mai 1968 in Kufstein) ist ein österreichischer Koch.

## Werdegang
1995 legte Karrer die Prüfung zum Küchenmeister ab. Seine Restaurants Ulrichshöhe in Nürtingen, Weber’s Gourmet im Turm in Stuttgart und avui in Fellbach wurden jeweils mit einem Michelin-Stern ausgezeichnet. Ende 2021 schloss er das Restaurant avui sowie das Hotel und Gasthaus Zum Hirschen.
Nach dem Tod von Heinz Winkler wurde er im November 2022 Küchenchef der Residenz Heinz Winkler in Aschau im Chiemgau, verließ aber die Residenz Anfang Dezember 2022 aufgrund der „komplizierten Gegebenheiten“ wieder.

## Küche
Armin Karrer bezeichnet seine Küche als „Cuisine Réelle“. Seine Kreationen dürfen auch mal „abgehoben“ sein. Der gesundheitliche Aspekt spielt für ihn in der Sternegastronomie eine wesentliche Rolle.

## Restaurants
- 1986–1987: Restaurant Au Premier, Schweiz
- 1987–1988: Restaurant Mignon, Hotel Palace, Luzern, Peter Schmitt
- 1988: Restaurant Tantris, München, Heinz Winkler
- 1989: Restaurant Gourmet Mörth, München
- 1990: Hotel Königshof, München, Wolfgang Abrell
- 1991–1992: Restaurant Aubergine, München, Eckart Witzigmann
- 1993–1994: Hotel Restaurant Aurora, Dachau (Küchenchef)
- 1996–1998: Restaurant Ulrichshöhe Nürtingen (Küchenchef)
- 1999–2003: Weber’s Gourmet im Turm, Stuttgart (Geschäftsführer)
- 2004–2021: Restaurant avui, Hotel und Gasthaus Zum Hirschen, Fellbach (Inhaber)
- 2022: Restaurant Residenz Heinz Winkler, Aschau im Chiemgau  (Küchenchef)

## Auszeichnungen
- 2001: Bestes Trendrestaurant (Der Feinschmecker)
- 2002: Restaurant des Jahres (Bertelsmann)
- 2003: Top100 beste Restaurants der Welt (Gault Millau)
- 2011: Hoffnungsträger 2. Stern (Guide Michelin)

## Veröffentlichungen
- Michael Schumachers Lieblingsgerichte,[7] ausgezeichnet mit dem Gourmand world cookbook award 2001